# 陳詠詩
陳詠詩（Chan Wing Sze，1983年9月11日—），生於香港，香港女子足球員，司職防守中場，曾前往日本加盟日乙球會日本足球學院，歷史性首度有香港運動員在日本女子足球聯賽登場，現時效力香港女子足球聯賽球隊公民東區，也是現役香港女子代表隊及公民女足隊長。

## 球會生涯
陳詠詩生於香港，9歲跟胞兄在屋村走廊和街場踢足球，直至1996年參加香港足球總會暑期訓練計劃到2001年。中學時期，由於學校沒有女子足球隊，所以陳詠詩只能參與田徑隊，繼續發揮在球場上的速度。陳詠詩自2001年至今曾效力4支球隊，她歷屆所效力的球隊均奪得過香港女子足球聯賽冠軍（共15屆）。2015年8月，陳詠詩、劉夢瓊和張煒琪3位香港女子足球隊主力獲車路士足球學校補送到日本試腳，三人將前往日本丙組球會橫濱FC、乙組球會日本足球學院和甲組的千葉市原試腳。2015年8月2日，陳詠詩、劉夢瓊及張煒琪獲得日本教練方面不俗的評價，經過一星期的努力成功與日本乙組球隊日本足球學院（Japan Soccer College）簽約至季尾，歷史性登陸日本聯賽。短暫為該會角逐2015年球季的賽事。在2015年9月13日，陳詠詩代表日本足球學院首次正選上陣對愛媛FC，此次為香港女足首次以正選身份踏足日本女子聯賽，為香港女足寫下歷史，惜賽事結果JSC仍以0–4敗給愛媛FC。當新球季展開時，爭取到恆常正選位置的陳詠詩和張煒琪分別都因為工作問題決定婉拒日本足球學院的歸隊邀請，回歸香港女子聯賽，加盟公民東區。在2019年，陳詠詩離開了效力多年的公民，轉投多名好友於內的沙田體育會，俗稱沙體。在2024-25球季，陳詠詩以17票首度當選香港足球小姐。

## 國際賽生涯
在2002年，陳詠詩開始代表香港代表隊成為大港腳，並成為中場的主力，現為代表隊隊長。她曾參與世界盃、奧運、亞洲盃及東亞盃等國際賽事。自2013年開始，陳詠詩成為香港女子五人足球代表隊隊員，並參加亞洲室內運動會女子五人足球賽。2017年3月12日，香港於將軍澳運動場主場迎戰新加坡的國際友誼賽，隊長陳詠詩於開賽6分鐘便射入世界波，最終香港以2–0勝出，賽後陳詠詩更獲選為賽事最佳球員。

## 個人榮譽
- 2014–15年度香港足球總會女子足總盃最有價值球員
- Nike香港五人足球比賽五屆最有價值球員、兩屆神射手
- 2024-25年度香港足球小姐

## 外部連結
- 香港足球總會網頁球員註冊資料 （页面存档备份，存于）